# Isaías Coelho
Isaías Coelho is een gemeente in de Braziliaanse deelstaat Piauí. De gemeente telt 8.043 inwoners (schatting 2009).